# Vitrac-sur-Montane
Vitrac-sur-Montane è un comune francese di 266 abitanti situato nel dipartimento della Corrèze nella regione della Nuova Aquitania.

## Società

### Evoluzione demografica
Abitanti censiti